# 5910 Zátopek
5910 Zátopek eller 1989 WH4 är en asteroid i huvudbältet som upptäcktes den 29 november 1989 av den tjeckiske astronomen Antonín Mrkos vid Kleť-observatoriet i Tjeckien. Den är uppkallad efter den tjeckoslovakiske friidrottaren Emil Zátopek.
Asteroiden har en diameter på ungefär 4 kilometer och den tillhör asteroidgruppen Flora.